# JoJo’s Bizarre Adventure (videojáték)
A JoJo's Bizarre Adventure (ジョジョの奇妙な冒険; Hepburn: JoJo no Kimyō na Bōken) egy harcos videojáték, melyet a Capcom fejlesztett, a játék alapja Hirohiko Araki manga könyve, melynek címe megegyezik a videojáték címével. A játékot ugyanaz a fejlesztő csapat készítette, mint akik a Street Fighter III játékokat is.
Eredetileg 1998 -ban adták ki a játéktermekben a CP System III (CPS-3) játéktermi táblán; ez a verzió Japánon kívül JOJO's Venture néven volt ismert. A játék frissített változata 1999 -ben jelent meg JoJo's Bizarre Adventure: Heritage for the Future (ジョジョの奇妙な冒険 未来への遺産; Hepburn: JoJo no Kimyō na Bōken Mirai e no Isan) ez lett a hatodik és egyben az utolsó játék amit a CPS-3 táblára készítettek. Ebben az évben megjelentek a PlayStation és a Dreamcast konzolportjai is. A játék nagyfelbontású változata 2012 augusztusában jelent meg digitálisan PlayStation 3 -ra és Xbox 360 -ra.
A játék ötvözi a Capcom anime ihlette grafikáját, amint az a Darkstalkers sorozatban is látható, Hirohiko Araki alkotásának színes karaktereivel és eseményeivel, ami rendkívül stilizált és részletes vizuális stílust eredményez. Számos olyan játékmechanikát is tartalmaz, amelyek a korábbi Capcom harci játékokban láthatók, mint például a teljesítménymérők használata a szuper mozdulatokhoz, valamint egy vadonatúj Stand Mode, amely a sorozat jellegzetes védőszellemeiből áll, és szinte minden karaktert elkísér. a játékos tetszés szerint megidézheti vagy elbocsáthatja, ami a karakter mozgáslistájának és képességeinek változásait eredményezi.
Az eredeti szerző, Hirohiko Araki a játék tanácsadójaként szolgált, és exkluzív műalkotásokat készített a reklámozáshoz és a csomagoláshoz; fontos említeni, hogy a semmiből kifejlesztett egy új karaktertervet Midler számára, mivel a Capcom szerette volna alkalmazni őt a játékban (a karaktert) , ezt a karaktert csak deréktól lefelé mutatták meg az eredeti mangában.

## Cselekmény
A manga harmadik fő történet ívén, a Stardust Crusadersen alapuló játék egy Jotaro Kujo nevű japán tinédzsert követ, aki kifejlesztett egy természetfeletti képességet, amelyet „ Stand ” néven ismerünk. Nagyapja, Joseph Joestar közeledtével Jotaro megtudja, hogy ez az erő a Joestar család esküdt ellenségének, egy Dio Brando nevű vámpír befolyásának eredménye. Mivel édesanyja élete veszélybe kerül, amikor olyan Stand-ot kezd kifejleszteni, amelyet nem tud irányítani, Jotaro és Joseph elindul, hogy elpusztítsák Diót az anya gyógyulása érdekében.

## Játékmenet
A JoJo's Bizarre Adventure játékmenete a legalapvetőbb harci játékokat követi, amelyekben két harcos harcol egymással, különféle támadásokkal, technikákkal és speciális mozdulatokkal, hogy lemerítsék ellenfele egészségi sávját. Egy szupermérő, amely növekszik, ahogy a harcosok sebzést okoznak és kapnak, karakterspecifikus szupermozgások végrehajtására használható.
A játék egyedi jellemzője a „Stands”, amelyek a harcos energiájának erőteljes kivetítései, melyek minden harcos esetében egyediek. Míg a Standeket általában a harcos mozgáskészletébe építik be, a legtöbb karakternek van egy aktív Standje, amelyet az „Stand” gomb megnyomásával aktiválhatnak és kapcsolhatnak ki a csata során. Amíg a Stand ki van kapcsolva, a harcos növelheti támadásainak erejét, egyedi technikákat használhat, olyan fejlesztéseket kaphat, mint például a dupla ugrás, és akár a harcos karakterétől elkülönítve is támadhatja a Standet. Azonban a harcos Stand megtámadása is kárt okoz a harcosban, ami kockázatot jelent a Standek használatában, és az okozott sebzés megduplázódik, ha a Stand távol van a használójától. A Stand jelenlétét a pályán egy Stand mérő határozza meg, amely csökken, ha a Standet megtámadják, és feltöltődik, ha a Standet visszahívják. Ha a Stand mérő kimerül, 'Stand Crash' következik be, ami a Standet átmenetileg elkábítja és támadhatóvá teszi. A Stand egyéb jellemzői közé tartozik a „Blazing Fists” meccs, ahol két Stand ütközik egymással, amihez a harcosoknak gombokat kell nyomniuk, hogy legyőzzék ellenfelüket, valamint lehetőség van arra, hogy a Standeket támadássorozat végrehajtására programozzák, ami kombinálható a játékosok támadásaival, saját támadás kombinációk eléréséhez.  Egyes karakterek nem rendelkeznek aktív Standel, vagy egyáltalán nem rendelkeznek Standel, és ehelyett más technikákat használnak.
Az olyan általános módok mellett, mint a Versus, a játék a Story Mode-ot is tartalmazza, egy egyjátékos kampányt, amely követi az egyes karaktereket, amint különböző ellenfelekkel szembe szállnak, lazán követve a manga történetét. Egyes mérkőzések között egyedi speciális szakaszok fordulhatnak elő a manga jelenetei alapján, például egy oldalsó görgetési sorozat, amelyben a játékosnak le kell győznie egy vízbázisú Standet, és meg kell találnia a Stand használóját, vagy egy különleges csata a Death 13 Stand ellen. A Super Story Mode egy egyjátékos mód, amely kizárólag a játék PlayStation portjához tartozik. A mód a manga történetét követi, és a játékost harcok sorozatán viszi keresztül a történet során. Ez a mód különféle minijátékokat is tartalmaz, amelyeket a játékosnak teljesítenie kell a továbblépéshez, például autót vezetni vagy szerencsejátékokat játszani. A HD verziók opcionális grafikus szűrőkkel és online többjátékos játékkal rendelkeznek.

## Játszható karakterek
Az eredeti videojáték termes játék tizennégy játszható karaktert tartalmaz, míg a Heritage for the Future és az azt követő portok nyolc további karaktert adnak hozzá, így összesen huszonkettő karakterről beszélhetünk. Az angol nyelvű változatokban néhány karaktert átneveztek, hogy elkerüljék a szerzői jogok megsértését a nyugati területeken:
| - Jotaro Kujo - Joseph Joestar - Young Joseph (JoJo)Sablon:Ref(若いジョセフ) - Mohammed Avdol - Noriaki Kakyoin - New KakyoinSablon:Ref - Jean Pierre Polnareff - Iggy (Iggi) - DIOSablon:Ref - Shadow DioSablon:Ref - Devo the Cursed (D'Bo) | - Rubber Soul (Robber Soul)Sablon:Ref - Hol HorseSablon:Ref - Hol Horse and Boingo (Voing)Sablon:Ref - Midler - Chaka (Chaca) - Khan (Kan)Sablon:Ref - Black PolnareffSablon:Ref - Mariah (Mahrahia)Sablon:Ref - Alessi (Alessy) - Pet ShopSablon:Ref - Vanilla Ice (Iced)Sablon:Ref |

 - Boss character
 - Introduced in Heritage for the Future

## Verziók

### Videojáték terem
A JoJo's Bizarre Adventure első videojáték terem kiadása 1998 decemberében volt. Ázsiában megjelent egy angolra fordított változat JOJO's Venture rövidített címmel, ami megelőzi az eredeti manga és anime hivatalosan engedélyezett angol adaptációit (innen a névváltoztatás). Ezt követte a JoJo's Bizarre Adventure: Heritage for the Future ( JoJo's Bizarre Adventure: Heritage for the Future ) címmel teljesen átdolgozott változat, amely 1999 szeptemberében jelent meg, amely nyolc további játszható karaktert tartalmazott. Az Európában megjelent angol verzió egyszerűen a JoJo's Bizarre Adventure címet viseli, ez az eredeti japán cím.

### Konzol
Két konzolos változat készült. Az 1999 -es PlayStation verzió a JOJO's Venture -re épül, de az arcade játék második verziójának további karaktereit és egy exkluzív „Super Story Mode”-t tartalmaz, amely a Stardust Crusaders teljes történetét lefedi. A szintén 1999-ben megjelent Dreamcast verzió az árkádjáték eredeti és felülvizsgált változatát is tartalmazza eredeti formájukban. 2012-ben a CyberConnect2 által fejlesztett Dreamcast-verzió nagyfelbontású portja megjelent digitálisan PlayStation 3-on augusztus 21-én, Xbox 360-on pedig egy nappal később. Ez a verzió tartalmazza a grafikus szűrőket és az online többjátékos módot, bár nem tartalmazza az előző PlayStation port Super Story módját.  A játékot 2014. szeptember 11-én eltávolították a PlayStation Network és az Xbox Live Arcade kirakatáról. 

## Recepció
Sablon:Video game reviews
Japánban a Game Machine 1999. február 1-i számában a JoJo's Bizarre Adventure -t a hónap legsikeresebb videojáték terem játékaként sorolta fel.  A magazin 1999. november 15-i számában a JoJo's Bizarre Adventure: Heritage for the Future című számot is a hónap legsikeresebb videojáték terem játékaként sorolta fel.  1999 harmadik legnagyobb bevételt hozó játéktermi szoftvere lett Japánban, a Virtua Striker 2 és a Street Fighter Alpha 2 alatt.  Otthoni konzolokon a játék bestseller volt Japánban, 2000 márciusáig több mint 300 000 darabot adtak el belőle.  
A Dreamcast verzió kedvező értékeléseket kapott, míg a PlayStation és a HD verziók "vegyes vagy átlagos értékeléseket" kaptak a GameRankings és a Metacritic értékeléseket összesítő webhelyek szerint.    
D. Smith, a Gamers' Republic tagja dicsérte a Dreamcast verziót, és a játék legjobb portjának nevezte. Dicsérte a játék változatos és furcsa karakterkészletét, és a játék furcsaságát a Groove on Fight verekedős játékhoz hasonlítja. Bár azt mondta, hogy a játék "nem a legtechnikásabb harcos", mégis érvényes alternatívája lehet a Street Fighter III -nak.  A GamePro ugyanezt a konzol 3.5-ös verzióját adta az 5-ből, mondván: "A harci játékok rajongói vagy szeretni fogják vagy utálni fogják ennek a játéknak a furcsa karaktereit és támadásait, ezért bérelje ki vásárlás előtt".  Az Edge azonban ugyanazt a konzolverziót adta meg a tízből ötöt: "A [játék] szinte minden aspektusa az ájtatosoknak szóló diskurzus. Emiatt ez a cím kizárólag a fanatikusoknak szól. Talán ez volt a Capcom szándéka."  Kyle Knight, az AllGame -től ugyanazt a konzolverziót ötből kettő csillagot adott, és "érdekes játéknak nevezte, már csak a kifejezetten furcsa megjelenése és érzése miatt is". De a játékban nincs meg az a finomhangolás, ami miatt a verekedős játék a harcos rajongók gyűjteményének állandó része maradna. A játék jó néhány nevetésre, de hosszú távon nem éri meg."  Ugyanezen a webhelyen Joe Ottoson két és fél csillagot adott a PlayStation verziónak, mondván, hogy "bár a nagyszerűség ezúttal nem JoJo kártyái közé tartozik, legalább komoly csatát vív a tornyok és a világ császárnéja ellen. Az egyetlen probléma az, hogy biztosan eltéved a keveredésben."  Jeff Lundrigan, a NextGen munkatársa korai áttekintésében ugyanezt a PlayStation-verziót "furcsaságnak nevezte csak a Capcom befejezői számára".  Japánban a Famitsu a Dreamcast és a PlayStation verziókat egyaránt 40-ből 31-re értékelte.  
Alex Rhoades, a GameZone munkatársa tízből hatot adott a HD-verziókra, mondván, hogy a játéknak „megvolt az esélye, hogy ragyogjon a 25. évforduló alkalmából. Sajnos a túlzott ár és a piaci rés vonzereje a kezdetektől fogva tönkreteszi. Bár a játékmenet szinte érintetlen a Dreamcast verzióhoz képest, valószínűleg csak a manga nagy rajongói fogják ezt a játékot a kezébe venni." 

## Lásd még
- JoJo bizarr kalandja: All Star Battle